# Empusa pennicornis baysunica
Empusa pennicornis baysunica es una subespecie de mantis de la familia Empusidae.

## Distribución geográfica
Se encuentra en Kazajistán y Uzbekistán.